# Eva Bergman (konsthistoriker)
Eva Angelika Margareta Bergman, född 4 maj 1903 i Stockholm, död där 14 december 1984, var en svensk konsthistoriker och museichef.
Bergman var dotter till läkaren Elof Bergman och sondotter till Wilhelm Bergman samt sonsons dotter till Johan Bergman Olson. Hon blev filosofie kandidat vid Stockholms högskola 1929, filosofie licentiat där 1935 och filosofie doktor där 1938 på avhandlingen Nationella dräkten, en studie kring Gustaf III:s dräktreform 1778. Hon anställdes vid katalogiseringen av Hallwylska museet 1925 och var intendent där 1938–1973 enligt museets skrifter om en kvinnlig, ogift och disputerad museichef som dessutom bekände sig till den protestantiska tron.